# Мерлино (Нижегородская область)
Мерлино́ — деревня в Арзамасском районе Нижегородской области. Входит в состав Абрамовского сельсовета.. С востока вплотную прилегает к Абрамову. На западе в 1,2 км располагается Водоватово.

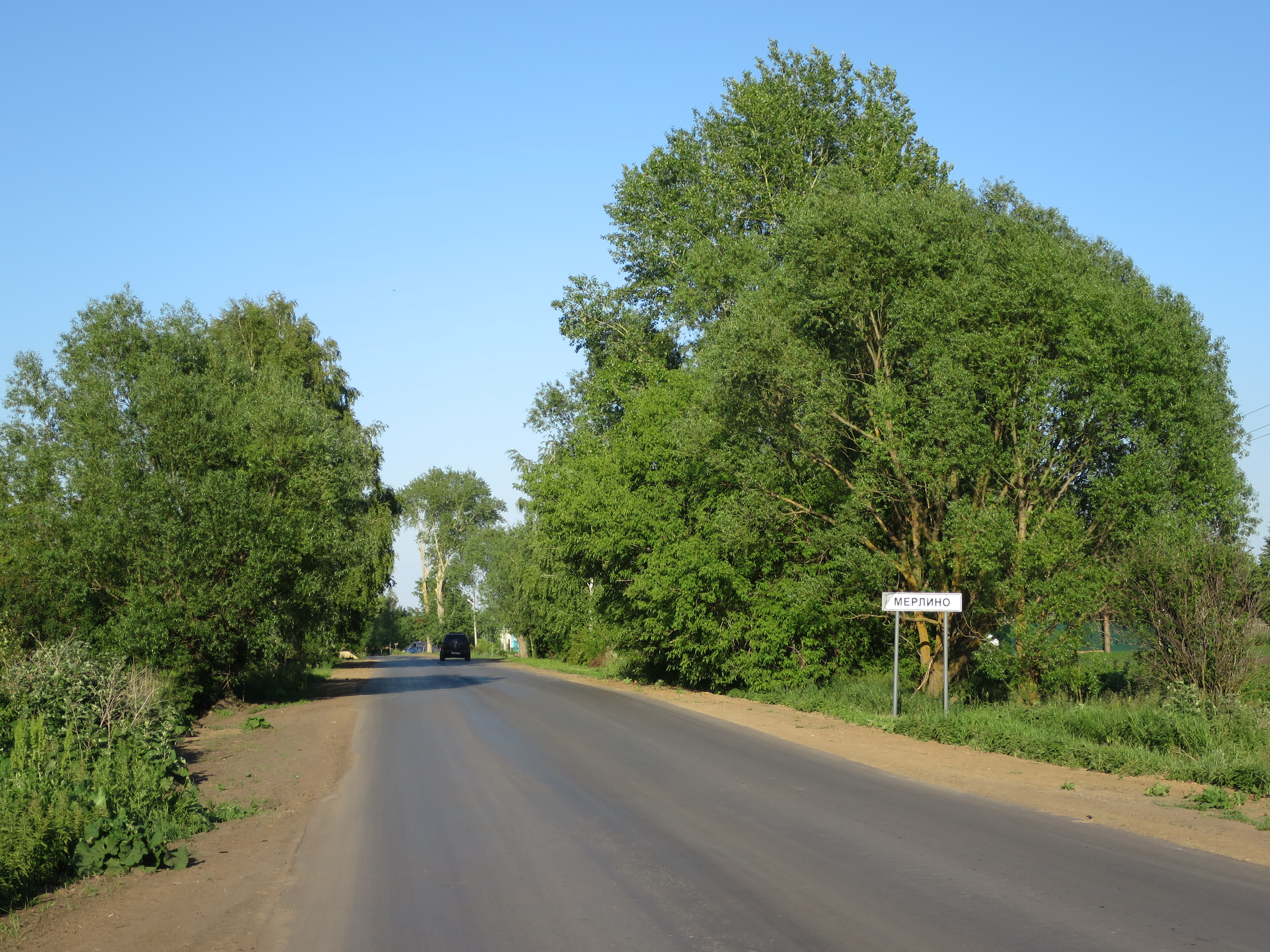
Мерлино, центральная дорога
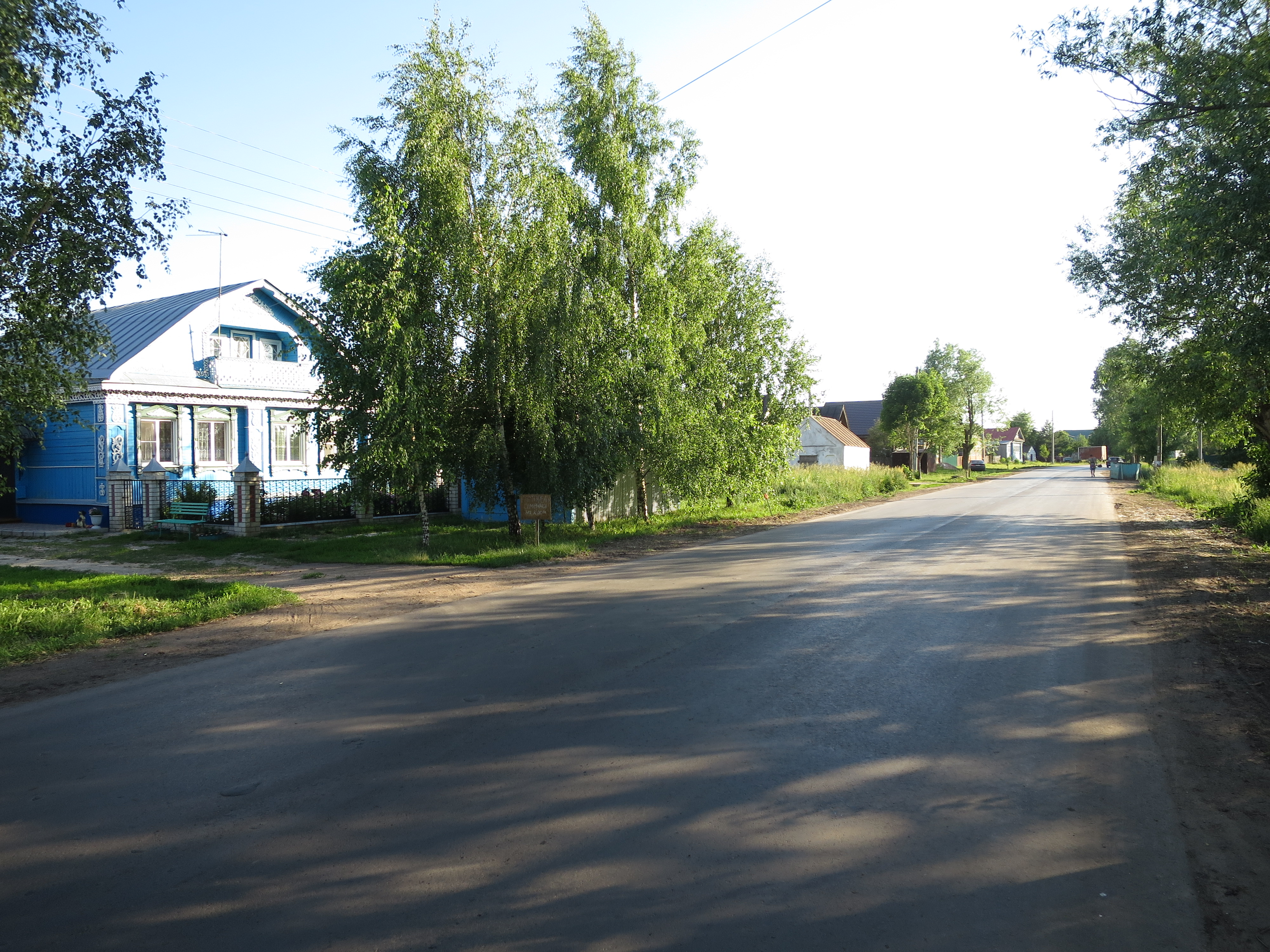
Мерлино, в селе
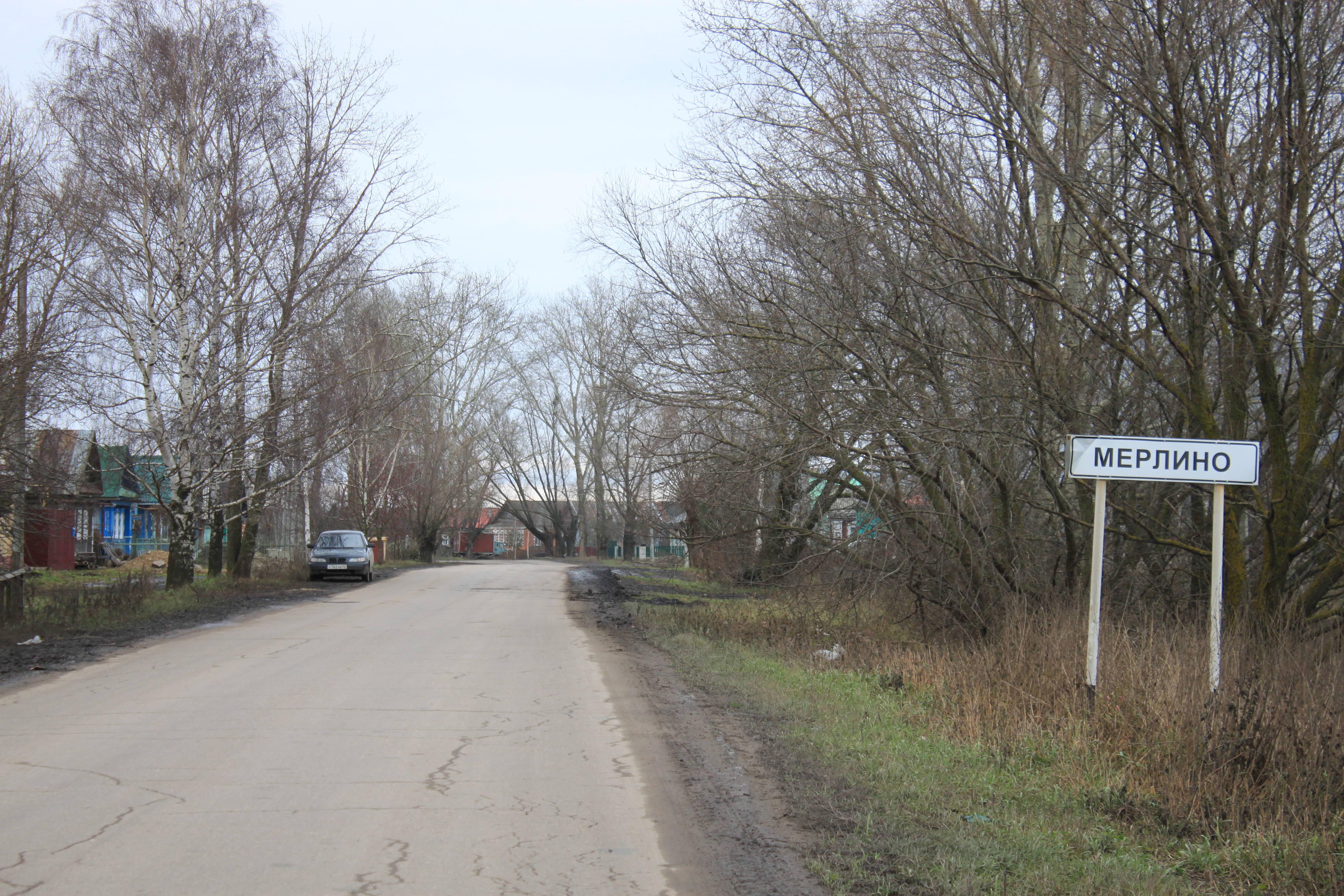
Въезд с запада

## Население
| 1999 | 2002 | 2010 |
| ---- | ---- | ---- |
| 430  | ↗469 | ↗473 |